# Amara Dabo
Pour les articles homonymes, voir Dabo (homonymie).
Amara Dabo est un judoka sénégalais, né à une date inconnue à Mbour et mort le 3 février 2006. 

## Carrière
Amara Dabo remporte la médaille d'or par équipes aux Jeux africains de 1965 à Brazzaville. 
Il a été président de la Fédération sénégalaise de judo, directeur technique national, et entraîneur national de judo, entraînant notamment Khalifa Diouf, Malang Dabo, Atoumane Guèye et Abdoulaye Koté. Il est aussi un arbitre international.

## Mort
Il meurt le 3 février 2006 d'une crise cardiaque lorsque le footballeur Mamadou Niang marque pour le Sénégal en quarts de finale contre la Guinée lors de la Coupe d'Afrique des nations 2006. Il avait déjà connu un incident du même type, non fatal, lors des Jeux africains de 1991 lorsque son élève Khalifa Diouf bat en finale des moins de 95 kg l'Égyptien Mohamed Rashwan.
Il est enterré à Mbour, sa ville natale.